# Söderportkyrkan

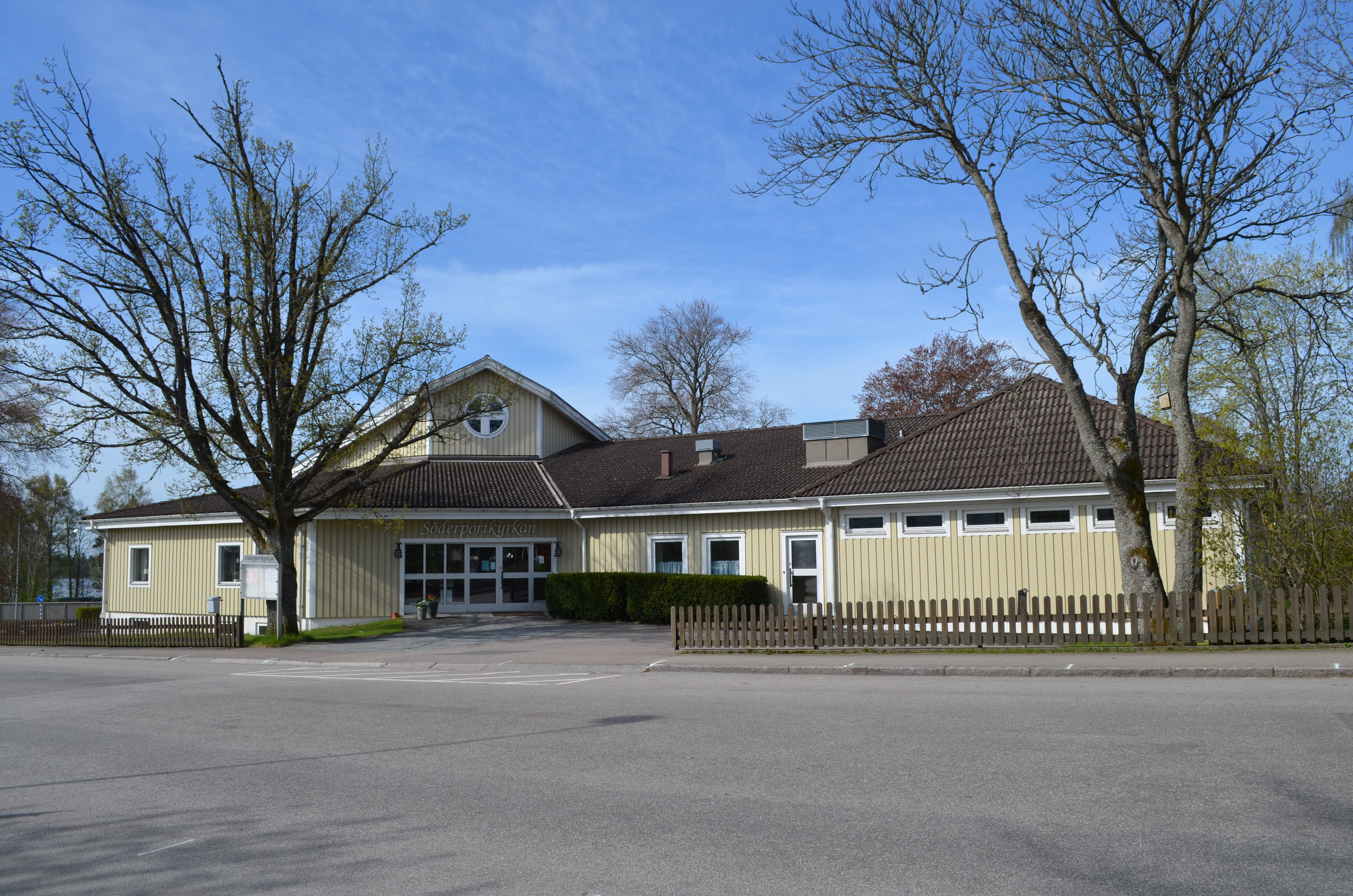
Söderportkyrkan

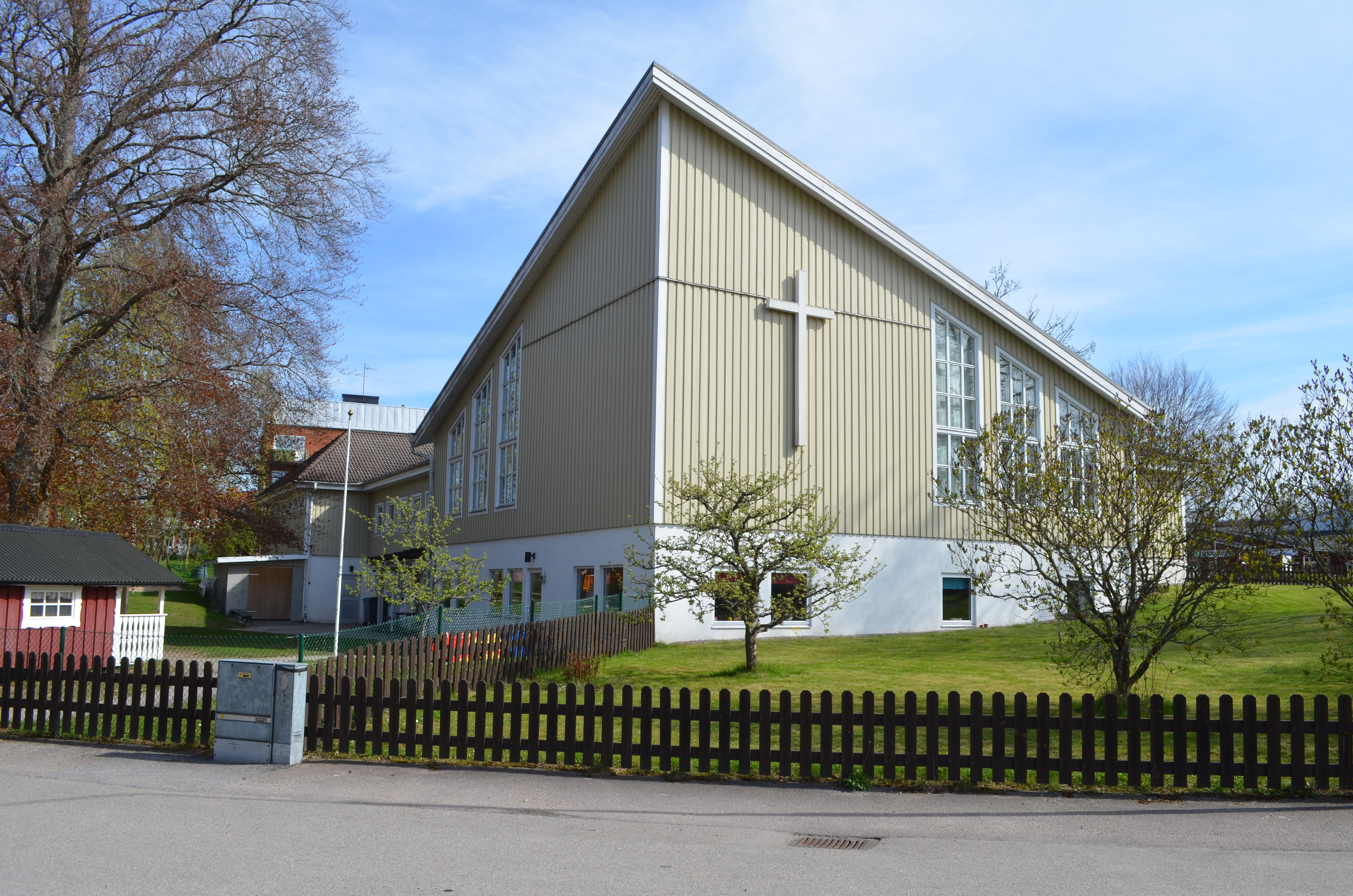
Söderportkyrkan Med korset.

Söderportkyrkan är en kyrka i Tingsryds kommun i Kronobergs län. Kyrkan ligger centralt i samhället Tingsryd omkring hundra meter från sjön Tiken. Kyrkan invigdes i september 1989.
Lokalen används och ägs av Tingsryds Baptistförsamling, anknuten till EFK (Evangeliska Frikyrkan). Lokalerna innehåller förutom kyrksal, festsal, rum för barn- och ungdomsverksamhet, förskolan Sörgården, samt en mindre gymnastiksal som hyrs ut till föreningar och privatpersoner i samhället.

Annika Karlsson, mor till musikern Andreas Carlsson  var mellan 2011 och 2018 pastor i Söderportkyran.